# Arden (stacja kolejowa)
Arden (duński: Arden Station) – stacja kolejowa w miejscowości Arden, w regionie Jutlandia Północna, w Danii. Znajduje się na linii Aalborg – Frederikshavn. 
Stacja jest zarządzana i obsługiwana przez Danske Statsbaner.
Stacja została otwarta w 1869 roku, ale została zamknięta w latach 70. XX wieku, następnie ponownie otwarta.

## Linie kolejowe
- Aalborg – Frederikshavn